# スコット・ピルグリム VS. 邪悪な元カレ軍団
『スコット・ピルグリム VS. 邪悪な元カレ軍団』（原題: Scott Pilgrim vs. the World）は、2010年の カナダ、アメリカ合衆国・日本・イギリス合作による映画。原作はブライアン・リー・オマリーによるカナダのコミック作品『スコット・ピルグリム』 (Scott Pilgrim) である。
映画版キャストが続投するアニメシリーズ『スコット・ピルグリム テイクス・オフ』が2023年よりNetflixで配信されている。

## ストーリー
カナダのトロントで売れないバンド”セックス・ボブオム”のベーシストである22歳のスコット・ピルグリムは、中国系の女子高校生ナイブスと付き合いはじめた。しかし、ある日ニューヨークから引っ越してきたラモーナという女の子にひと目ぼれし、彼女とも付き合うことになる。その後、地元のバンド大会に出場したスコットは、空から降りてきたラモーナの邪悪な元カレ、マシュー・パテルと突然戦うことになる。パテルを倒したスコットはラモーナから、「自分と付き合うためには7人の邪悪な元カレ軍団と戦わなければならない」と告げられる。

## キャスト
括弧内はBD・DVDの日本語吹き替えキャスト
- スコット・ピルグリム - マイケル・セラ（水島大宙）
- ラモーナ・フラワーズ - メアリー・エリザベス・ウィンステッド（本田貴子）
- ウォレス・ウェルズ - キーラン・カルキン（野島健児）
- ルーカス・リー - クリス・エヴァンス（間宮康弘）
- ステイシー・ピルグリム - アナ・ケンドリック（大倉彩）
- キム・パイン - アリソン・ピル（冠野智美）
- トッド・イングラム - ブランドン・ラウス（松田健一郎）
- ギデオン・グレイヴズ - ジェイソン・シュワルツマン（桐本琢也）
- エンヴィー・アダムズ - ブリー・ラーソン（楠見藍子）
- ジュリー・パワーズ - オーブリー・プラザ（永田亮子）
- ニール - ジョニー・シモンズ（落合佑介）
- スティーヴン・スティルス - マーク・ウェバー
- ロキシー・リヒター - メイ・ホイットマン
- ナイブス・チャウ - エレン・ウォン
- カイル・カタヤナギ - 斉藤慶太
- ケン・カタヤナギ - 斉藤祥太
- マシュー・パテル - サティヤ・バーバー
- マイケル・コモー - ネルソン・フランクリン
- タマラ・チェン - シャンテル・チュン
- スコット2号 - ベン・ルイス
- サンドラ - クリスティナ・ベシチ
- モニカ - イングリッド・ハース
- パーティ参加者 - マーリー・オット
- パーティ参加者 - ウィル・ボウズ
- パーティ参加者 - セリーヌ・ルパージュ
- パーティ参加者 - マーク・レロイ
- ジミー - キャルタン・ヒューイット
- 促進者 - マット・ワッツ
- ルーク・"クラッシュ"・ウィルソン - エリック・ナドセン
- ジョエル・マクミラン - モーリー・W・カウフマン
- トリシャ・"トラシャ"・ハ - アビゲイル・チュウ
- 鬼のヒップスターの女ちゃん - クリスティーン・ワトソン
- 映画監督 - ドン・マッケラー
- ウィニフレド・ヘイリー - エミリー・カッシー
- グーン - ユング ユル・キム
- リネット・ガイコット - テネシー・トーマス
- 誰か - マイケル・ラザロヴィチ
- ロリポップのヒップスター - ジョン・パトリック・アメドリ
- エレベーターのヒップスター - ジョー・ディニコル
- エレベーターのヒップスター - クレイグ・ストリックランド
- 声 - ビル・ヘイダー
- 完全菜食主義者の警官 - クリフトン・コリンズ・Jr（クレジットなし）
- 完全菜食主義者の警官 - トーマス・ジェーン（クレジットなし）
- パーティ参加者 - タラ・メイソン
- リーズ・パレスのパトロン - ダン・クリストフォリ（クレジットなし）
- リーズ・パレスのパトロン - ホープ・ラーソン（クレジットなし）
- リーズ・パレスのパトロン - ブライアン・リー・オマーリー（クレジットなし）
- クラブ常連客 - アレクザンダー・ナリジニ（クレジットなし）

## 製作
原作者のブライアン・リー・オマリーが原作第1期を完了させた後、出版社のオニ・プレスとプロデューサーのマーク・プラットによる映画化企画が始まった。ユニバーサル・スタジオは『ショーン・オブ・ザ・デッド』を完成させた直後のエドガー・ライト監督と契約した。2005年5月には、脚本家のマイケル・バコールが雇われた。2009年1月までにはキャスティングを終え、映画のタイトルをScott Pilgrim vs. the Worldに正式決定した。
コミックの完結編の発表よりも早く脚本が書き上がり、撮影が始まったため、原作とは異なる結末となる。
撮影は2009年3月にカナダのトロントで始まり、8月に完了した。

### 音楽
ベック、メトリック、ブロークン・ソーシャル・シーン、ブルートーンズ、コーネリアスらがサウンドトラックとして楽曲を提供し、レディオヘッドのプロデューサーのナイジェル・ゴッドリッチが音楽監督を勤める。また、他に『ゼルダの伝説』の音楽がBGMとして使われている。エドガー・ライトは、音楽の使用許可を得るために任天堂に映画のクリップを送り
、「彼の世代の童謡」と評した手紙を書いた。

#### サウンドトラック
サウンドトラック盤『Scott Pilgrim vs. the World: Original Motion Picture Soundtrack』が、2010年8月10日にアメリカでアブコ・レコードより、CDとレコードで発売された。また、同年9月7日にデラックス版が発売された。
| #   | タイトル                                                                                                   | 作詞・作曲                     | アーティスト                   | 時間 |
| --- | --- | ------------------------------ | ------------------------------ | ---- |
| 1.  | 「ウィ・アー・セックス・ボブオム We Are SEX BOB-OMB」                                                      | ベック                         | Sex Bob-omb                    | 2:00 |
| 2.  | 「スコット・ピルグリム Scott Pilgrim」                                                                     |                                | Plumtree                       | 3:02 |
| 3.  | 「アイ・ハード・ラモーナ・シング I Heard Ramona Sing」                                                     |                                | Frank Black                    | 3:40 |
| 4.  | 「バイ・ユア・サイド By Your Side」                                                                        |                                | Beachwood Sparks               | 4:57 |
| 5.  | 「オー・カトリーナ! O Katrina!」                                                                           |                                | Black Lips                     | 2:51 |
| 6.  | 「アイム・ソー・サッド、ソー・ヴェリー、ヴェリー、サッド I'm So Sad, So Very, Very Sad」                   | ブロークン・ソーシャル・シーン | Crash and the Boys             | 0:13 |
| 7.  | 「ウィ・ヘイト・ユー・プリーズ・ダイ We Hate You Please Die」                                              | ブロークン・ソーシャル・シーン | Crash and the Boys             | 0:59 |
| 8.  | 「ガービッジ・トラック Garbage Truck」                                                                     | ベック                         | Sex Bob-omb                    | 1:44 |
| 9.  | 「ティーンエイジ・ドリーム Teenage Dream」                                                                 | マーク・ボラン                 | T・レックス                    | 5:45 |
| 10. | 「スリージー・ベッド・トラック Sleazy Bed Track」                                                          |                                | ブルートーンズ                 | 4:36 |
| 11. | 「イッツ・ゲッティング・ボーリング・バイ・ザ・シー It's Getting Boring by the Sea」                        |                                | ブラッド・レッド・シューズ     | 2:56 |
| 12. | 「ブラック・シープ Black Sheep」                                                                           |                                | Metric                         | 4:56 |
| 13. | 「スレッショウルド Threshold」                                                                             | ベック                         | Sex Bob-omb                    | 1:47 |
| 14. | 「アンセムス・フォー・ア・セヴンティーン・イヤー・オールド・ガール Anthems for a Seventeen-Year-Old Girl」 |                                | ブロークン・ソーシャル・シーン | 4:36 |
| 15. | 「アンダー・マイ・サム Under My Thumb」                                                                    |                                | ローリング・ストーンズ         | 3:41 |
| 16. | 「ラモーナ (アコースティック・ヴァージョン) Ramona (acoustic)」                                            |                                | ベック                         | 1:02 |
| 17. | 「ラモーナ Ramona」                                                                                        |                                | ベック                         | 4:22 |
| 18. | 「サマータイム Summertime」                                                                                | ベック                         | Sex Bob-omb                    | 2:10 |
| 19. | 「スレッショウルド (8ビット) Threshold 8 Bit」                                                             |                                | Brian LeBarton                 | 1:48 |

## 公開・メディア展開
2010年7月22日のコミコン・インターナショナルでパネルが展示され、エドガー・ライトが選ばれた観客たちを映画のスクリーニングに招待した。また、7月27日のモントリオールのファンタジア映画祭や8月15日のロンドンのムービー・コンIIIでも上映された。

### 宣伝
2010年3月25日にティーザー予告が公開された。5月31日には第2弾が公開され、ザ・ティン・ティンズ、LCDサウンドシステム、ビー・ユア・オウン・ペット、CORNELIUS、ブラッド・レッド・シューズ、プロディジーの音楽が使われた。
MTVムービー・アワード2010ではスコット・ピルグリムとルーカス・リーが対峙し、戦い始める場面のクリップが公開された。

### ゲーム
映画版に基づいたコンピュータゲーム『スコット・ピルグリムVS.ザ・ワールド: ザ・ゲーム』が発売された。ユービーアイソフト・モントリオールが製作し、アナマナグチによる音楽とポール・ロバートソンによる2Dが使われている。

### ホームメディア
2010年11月9日に北米で、12月27日にイギリスでDVDとブルーレイが発売された。

### 日本での公開状況
2010年8月15日、日本公開が決定したと報じられたが、その後北米での興行失敗のために危うくなり、同年9月より映画ライターのわたなべりんたろうによる署名活動が開始された。翌2011年、ゆうばり国際ファンタスティック映画祭で先行上映された後、一般劇場で公開されることが発表された。配給・宣伝をするアステアによると、シネマライズが本作を上映したがっていたこと、署名活動が行われていたこと、『キック・アス』の日本興行が成功したことが上映決定の背景にある。

## 評価

### 興行成績
2010年8月13日に北米2818館で公開がスタートした。公開初週末3日間で約1050万ドルを稼ぎ、初登場5位の成績となり、2週目には10位となった。 
イギリスでは408館で公開され、公開初週末3日間で約160万ポンドを稼いで初登場2位となった。

### 批評家の反応
IGNでは本作を「ファニーでオフビート」と評され、「任天堂とMTVで育った我々ワイヤードな世代の人間にはベストだ」として10点満点で8点を与えた。
Rotten Tomatoesでは、81%（229名中185名）の評論家が本作に肯定的な評価を下し、また平均点は10点満点で7.5点となった。
Metacriticでの平均スコアは38のレビューで100点満点中69点となった。
オースティン映画批評家協会の年間トップ10では第10位だった。

### 受賞歴
| 映画賞                       | 部門                                    | 候補                                                                                    | 結果       |
| ---------------------------- | --------------------------------------- | --------------------------------------------------------------------------------------- | ---------- |
| サテライト賞                 | ミュージカル・コメディ映画賞            |                                                                                         | 受賞       |
| サテライト賞                 | 主演男優賞 (ミュージカル・コメディ映画) | マイケル・セラ                                                                          | 受賞       |
| サテライト賞                 | 脚色賞                                  | マイケル・バコール、エドガー・ライト                                                    | ノミネート |
| サテライト賞                 | 美術賞                                  | ダンテ・フェレッティ、マックス・ビスコー、 ロバート・グエラ、クリスティーナ・ウィルソン | ノミネート |
| サンディエゴ映画批評家協会賞 | 脚色賞                                  | マイケル・バコール、エドガー・ライト                                                    | ノミネート |
| サンディエゴ映画批評家協会賞 | 編集                                    | ジョン・エイモス、ポール・マクリス                                                      | 受賞       |
| オンライン映画批評家協会賞   | 脚色賞                                  | マイケル・バコール、エドガー・ライト                                                    | ノミネート |
| オンライン映画批評家協会賞   | 編集                                    | ジョン・エイモス、ポール・マクリス                                                      | ノミネート |
| アメリカ映画編集者協会賞     | ミュージカル・コメディ映画編集賞        | ジョン・エイモス、ポール・マクリス                                                      | ノミネート |